# Leonel Vangioni
Leonel Vangioni (ur. 5 maja 1987 w Villa Constitución) – argentyński piłkarz występujący na pozycji obrońcy w meksykańskiej drużynie Monterrey. Wychowanek Newell’s Old Boys, w swojej karierze grał także w River Plate. Były reprezentant Argentyny. Posiada także obywatelstwo włoskie.